# 객체 다이어그램

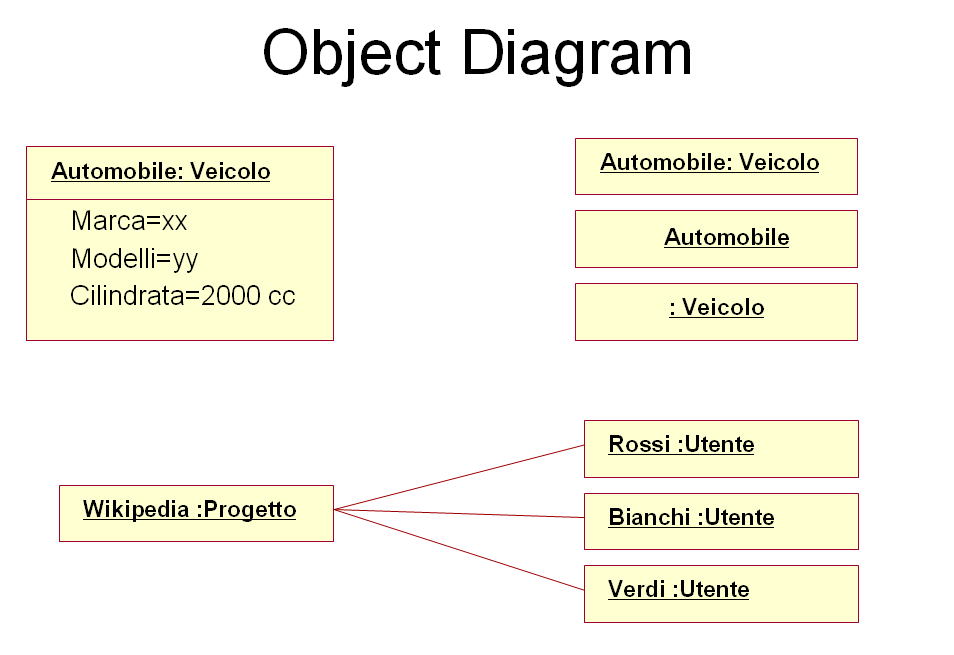
예

객체 다이어그램(object diagram)은 통합 모델링 언어(UML)에서 특정 시간에 모델링된 시스템의 구조를 부분적으로나 전체적으로 보여주는 다이어그램이다.

## 개요
객체 다이어그램과 클래스 다이어그램을 서로 밀접한 관련이 있으며 거의 유사한 노테이션을 사용한다. 이 두 다이어그램 모두 시스템의 정적인 구조를 시각화하기 위해 사용된다. 클래스 다이어그램이 클래스를 보여주는 반면 객체 다이어그램은 클래스의 인스턴스를 표시한다. 객체 다이어그램은 클래스 다이어그램보다 더 구체적이다.